# في تي بي أرينا
في تي بي أرينا هو ملعب متعدد الأغراض يقع في موسكو، روسيا. يتكون من ملعب لهوكي الجليد وملعب لكرة القدم. اسم ملعب كرة القدم الرسمي هو ملعب دينامو سنترال أما ملعب الهوكي فيعرف ب في تي بي أرينا.